# Aspila maritima
Aspila maritima är en fjärilsart som beskrevs av Graslin 1855. Aspila maritima ingår i släktet Aspila och familjen nattflyn. Inga underarter finns listade i Catalogue of Life.